# 三和站 (韓國)
三和站（：／ Samhwa yeok */?）是北坪线沿線的一座鐵路車站，位于韓國江原道東海市泥老洞。

## 历史
- 1968年1月25日 - 落成使用[1]。

## 相鄰車站
韓國鐵道公社
北坪線
東海－三和